# 科库什金桥
科库什金桥 (俄语：Кокушкин мост)是俄罗斯圣彼得堡格里博耶多夫运河上的一座拱桥。

## 历史
这座桥的名字来自商人瓦西里·科库什金, 他的房子位于科库什金巷和花园大街的拐角处。该桥始建于1790年。1872年进行了重建，但保留了相同的外观。

## 文学

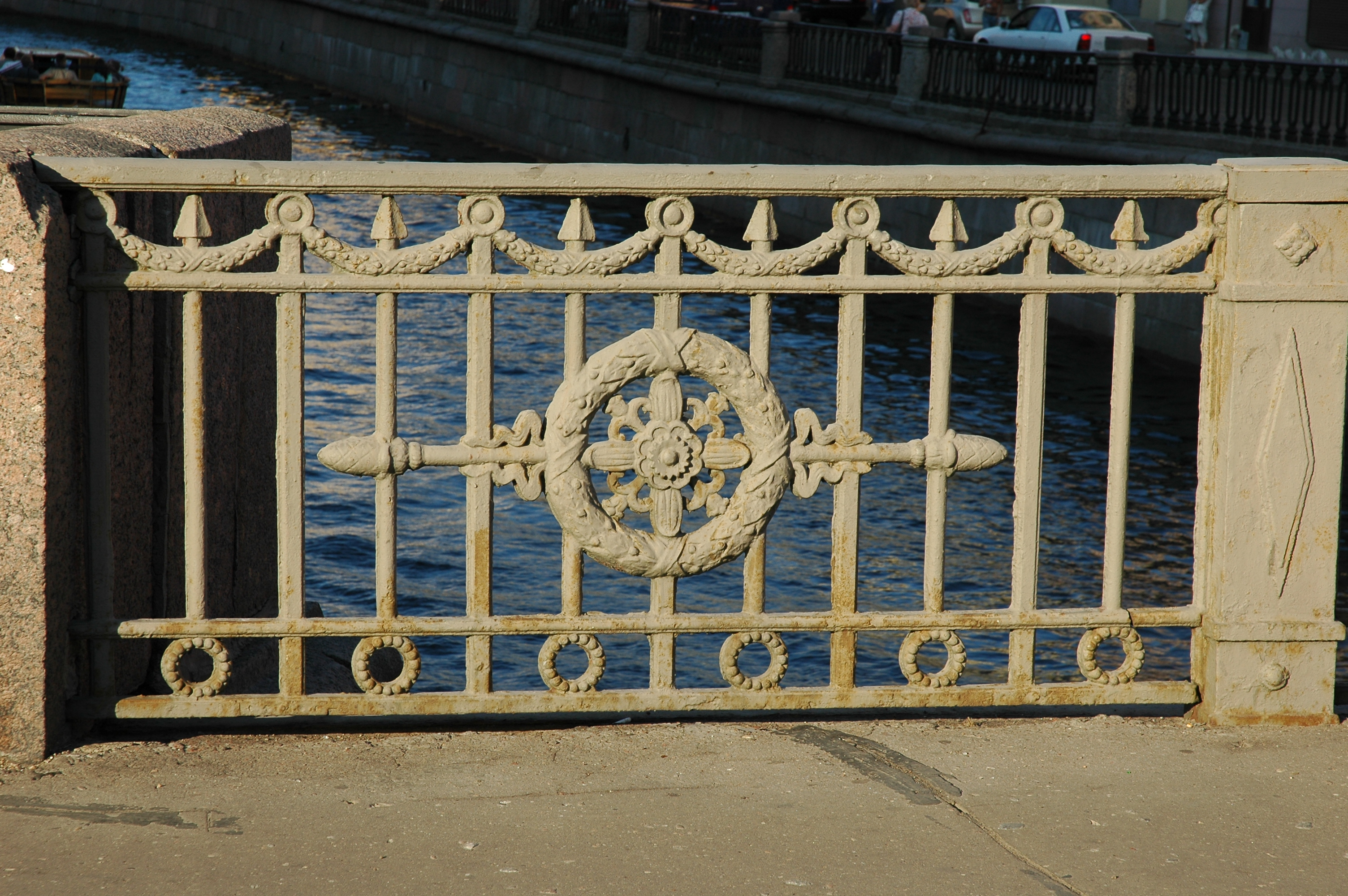
栏杆

虽然这座桥不是最著名的，也不是最美的，但它与俄罗斯文学中一些最杰出的作家有关。1829年，亚历山大·普希金在著名的《格言》中提到科库什金桥。他曾委托为《叶甫盖尼·奥涅金》的第一版绘制了一幅插图，描绘自己和奥涅金一起沿着宫廷滨河路散步。收到插图后，描绘他背靠在栏杆上，转向彼得保罗要塞, 因与他自己的初步草图没有什么共同之处，使他对结果极为不满。
费奥多尔·陀思妥耶夫斯基的《罪与罚》从提到这座桥开始：
|  | 7月初一个异常炎热的晚上，一个年轻人从他在S.Place的阁楼里慢慢地走出来，走向K.桥，仿佛在犹豫。 |

这里的"K.桥"指的就是科库什金桥。